# Radu Portocală (scriitor)
Radu Portocală (născut în 1951, România) este un autor, diplomat, eseist, jurnalist, om de cultură, publicist și scriitor contemporan român care locuiește la Paris din 1982.

## Biografie
S-a născut în 1951, în România, ca nepot al fostului om politic liberal și ministru interne (cu nume omonim, Radu Portocală) din perioada 1937 - 1939. Anticomunist convins, opozant al regimului comunist și al conducerii lui Nicolae Ceaușescu, Radu Portocală a fost persecutat și mai apoi inculpat (în 1977) pentru înaltă trădare contra orânduirii socialiste. Exilat în Grecia, după un simulacru de proces, a plecat în Franța, în 1982, unde trăiește actualmente. A studiat la Paris și a absolvit cu un masterat în Relații Internațonale luat la Paris.
A început să practice jurnalismul în 1985, mai întâi la diferite posturi de radio (așa cum sunt RFI, Vocea Americii și BBC), iar apoi în presa franceză (Le Point, Le Quotidien de Paris, Liberation, și altele). A scris numeroase cărți. După 1990, a publicat editoriale și comentarii și în presa română. Numit director al Institutului Cultural Roman din Paris în decembrie 2005, demisionează după un an, în decembrie 2006, din motive expuse în scrisoarea sa de demisie.

## Operă

### Franceză
- fr Autopsie du coup de'état roumain (în română, Autopsia unei lovituri de stat românești) lucrare de non-ficțiune dedicată evenimentelor din decembrie 1989 din România
- fr L'execution des Ceausescu, LAROUSSE edition, Paris, 2009. ISBN 978-2035848307.
- fr Le vague tonitruant, Paris, Kryos, 2018
- fr La chute de Ceausescu, Paris, Kryos, 2019

### Romană
- ro Istoria întortocheată a Jaguarului albastru, Editura Vremea Press, Bucuresti, 28 octombrie 2015[3]
- ro Un președinte împotriva României, Editura Cartier, Chisinau, noiembrie 2015 [4]
- ro CĂDEREA LUI CEAUȘESCU, Editura Mediafax, Bucuresti, 2019 [5]